# Юбилеен марш: 100 години духови оркестри
Юбилеен марш: 100 години духови оркестри е церемониален марш, композиран от Николай Братанов през 1979 г. по случай 100 години от създаването на първия духов оркестър в България.